# Comunidade Intermunicipal da Região de Coimbra

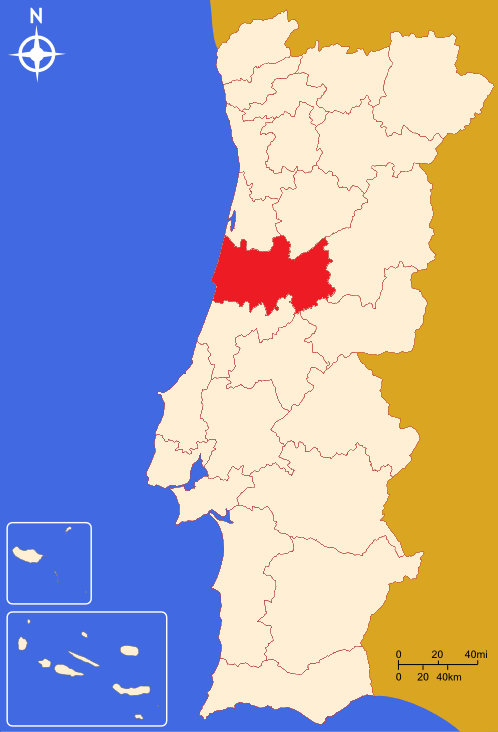
Comunidade intermunicipal da Região de Coimbra

A Comunidade Intermunicipal da Região de Coimbra, também designada por CIM Região de Coimbra, é uma comunidade intermunicipal (CIM) de Portugal. É composta por 19 municípios, sendo a comunidade intermunicipal com o maior número de municípios do país. A área geográfica corresponde à NUTS III da Região de Coimbra.

## Municípios
| Município            | Área (em km²) | População (censo de 2011) |
| -------------------- | ------------- | ------------------------- |
| Arganil              | 332,8         | 12.145                    |
| Cantanhede           | 390,9         | 36.595                    |
| Coimbra              | 319,4         | 143.396                   |
| Condeixa-a-Nova      | 138,7         | 17.078                    |
| Figueira da Foz      | 379,1         | 62.125                    |
| Góis                 | 263,3         | 4.260                     |
| Lousã                | 138,4         | 17.604                    |
| Mealhada             | 110,7         | 20.428                    |
| Mira                 | 124           | 12.465                    |
| Miranda do Corvo     | 126,4         | 13.098                    |
| Montemor-o-Velho     | 229           | 26.171                    |
| Mortágua             | 251,2         | 9.607                     |
| Oliveira do Hospital | 234,5         | 20.855                    |
| Pampilhosa da Serra  | 396,5         | 4.481                     |
| Penacova             | 216,7         | 15.251                    |
| Penela               | 134,8         | 5.983                     |
| Soure                | 265,1         | 19.245                    |
| Tábua                | 199,8         | 12.071                    |
| Vila Nova de Poiares | 84,5          | 7.281                     |
| Total                | 4335,8        | 460.139                   |